# 玻利瓦爾 (阿拉巴馬州)
玻利瓦爾（英語：Bolivar）是一個位於美國阿拉巴馬州傑克遜縣的非建制地區。該地的面積和人口皆未知。

## 地理
玻利瓦爾的座標為34°54′48″N 85°48′30″W / 34.91333°N 85.80833°W，而該地的平均海拔高度為190米（即623英尺）。